# William Hernandez
William „Willie” Hernandez (ur. 20 listopada 1979 w Nowym Jorku) – portorykańsko-amerykański aktor.

## Biogram
Pochodzi z Manhattanu. Ma brata-bliźniaka, Wesleya. W wieku piętnastu lat wyprowadził się z domu, ponieważ jego głęboko religijni rodzice nie akceptowali homoseksualnej orientacji syna.
Był dziecięcą gwiazdą w latach 1993–1995, kiedy to występował jako Héctor Carrero w serialu stacji PBS Ghostwriter. W roku 2004 wziął udział w filadelfijskiej edycji cieszącego się sporą popularnością reality show The Real World. Zagrał także w filmie o tematyce LGBT pt. A Four Letter Word (2007), jako Silvio.